# 마르타 코레데라
마르타 코레데라 루에다(스페인어: Marta Corredera Rueda, 1991년 8월 8일 ~ )는 스페인의 여자 축구 선수이다. 포지션은 윙어이며, 현재 스페인 프리메라 디비시온 페메니나의 레반테 UD 페메니노에서 활동하고 있다.

## 클럽 경력
마르타 코레데라는 2008년에 에스파뇰에 입단하면서 프로 선수로 데뷔했으며 에스파뇰의 코파 데 라 레이나 2회 우승에 기여했다. 2010년 여름에 바르셀로나로 이적한 이후에 바르셀로나의 프리메라 디비시온 페메니나 4회 우승, 코파 데 라 레이나 3회 우승에 기여했다.
마르타 코레데라는 2015년 7월에 잉글랜드 FA 여자 슈퍼리그 소속 여자 축구 클럽인 아스널로 이적했고 2015-16 시즌에서는 아스널의 FA 여자컵 1회 우승, FA WSL컵 우승 1회에 기여했다. 2016년부터 2018년까지 아틀레티코 마드리드 소속으로 활동하면서 아틀레티코 마드리드의 프리메라 디비시온 페메니나 2회 우승에 기여했다. 2018년에는 레반테로 이적했다.

## 국가대표 경력
마르타 코레데라는 스페인 여자 축구 국가대표팀에 합류하기 이전인 2007년부터 2010년까지 스페인 여자 U-17, U-19 국가대표팀 선수로 활동했다. 2011년 9월 17일에 열린 터키와의 UEFA 여자 유로 2013 예선 경기에 처음 출전하여 자신의 성인 국가대표팀 첫 골을 기록하했는데 스페인은 터키에 10-1 승리를 기록했다.
마르타 코레데라는 캐나다에서 개최된 2015년 FIFA 여자 월드컵에 참가하여 코스타리카(스페인은 코스타리카와 1-1 무승부를 기록함), 브라질(스페인은 브라질에 0-1 패배를 기록함), 대한민국(스페인은 대한민국에 1-2 패배를 기록함)과의 조별 예선 3경기에서 163분 동안에 걸쳐 출전하였으나 스페인은 조별 예선에서 1무 2패를 기록하면서 탈락했다. 하지만 대한민국과의 조별 예선 경기에서 공격수 베로니카 보케테 선수의 골을 어시스트하는 기록을 세웠다.
마르타 코레데라는 2017년 알가르브컵에서 자신의 A매치 50경기 출전 기록을 수립하면서 스페인의 알가르브컵 우승을 견인했다. 네덜란드에서 개최된 UEFA 여자 유로 2017에서는 스페인의 8강전 진출에 기여했고 프랑스에서 개최된 2019년 FIFA 여자 월드컵에서는 스페인의 16강전 진출에 기여했다.

## 수상

### 클럽
에스파뇰
- 코파 데 라 레이나 2회 우승 (2009, 2010)

바르셀로나
- 프리메라 디비시온 페메니나 4회 우승 (2011-12, 2012-13, 2013-14, 2014-15)
- 코파 데 라 레이나 3회 우승 (2011, 2013, 2014)

아스널
- FA 여자컵 1회 우승 (2015-16)
- FA WSL컵 1회 우승 (2015)

아틀레티코 마드리드
- 프리메라 디비시온 페메니나 2회 우승 (2016-17, 2017-18)

### 국가대표
- 2017년 알가르브컵 우승

### 개인
- 2014년 카탈루냐 올해의 여자 축구 선수 선정
- 2015년 스페인 올해의 여자 축구 선수 선정